# Виборчий округ 146
Виборчий округ 146 — виборчий округ в Полтавській області. В сучасному вигляді був утворений 28 квітня 2012 постановою ЦВК №82 (до цього моменту існувала інша система виборчих округів). Окружна виборча комісія цього округу розташовується в приміщенні центру надання адміністративних послуг за адресою м. Кременчук, вул. Гагаріна, 14.
До складу округу входять частина Автозаводського району (все що на південь від мікрорайону Ближнє Молодіжне) і Крюківський район міста Кременчук. Виборчий округ 146 оточений округом 150 з усіх сторін, тобто є анклавом. Виборчий округ №146 складається з виборчих дільниць під номерами 531040-531085 та 531099-531135.

## Народні депутати від округу
| Ім'я                        | Фото | Партія         | Скликання | Дата набуття повноважень | Дата припинення повноважень |
| --------------------------- | ---- | -------------- | --------- | ------------------------ | --------------------------- |
| Шаповалов Юрій Анатолійович |      | самовисуванець | 7-ме      | 12 грудня 2012           | 27 листопада 2014           |
| Шаповалов Юрій Анатолійович |      | самовисуванець | 8-ме      | 27 листопада 2014        | 29 серпня 2019              |
| Шаповалов Юрій Анатолійович |      | самовисуванець | 9-те      | 29 серпня 2019           |                             |

## Результати виборів

### Парламентські

#### 2019
Кандидати-мажоритарники:
- Шаповалов Юрій Анатолійович (самовисування)
- Урін Фелікс Олександрович (Слуга народу)
- Іванян Геннадій Михайлович (Опозиційна платформа — За життя)
- Мазур Сергій Володимирович (самовисування)
- Зауральський Ростислав Валентинович (Голос)
- Піддубна Оксана Миколаївна (самовисування)
- Музика Геннадій Миколайович (самовисування)
- Пелипенко Володимир Михайлович (Європейська Солідарність)
- Головач Олександр Леонідович (Батьківщина)
- Гамза Сергій Іванович (самовисування)
- Дроздова Ірина Вікторівна (самовисування)
- Дедюрін Віталій Миколайович (самовисування)
- Алексієнко Тетяна Валентинівна (самовисування)
- Фоміна Наталія Миколаївна (самовисування)
- Чадюк Ігор Володимирович (Правий сектор)
- Перепелятник Сергій Леонідович (Сила і честь)
- Кавунник Дмитро Вікторович (Радикальна партія)
- Цибульська Юлія Володимирівна (самовисування)
- Кузьмін Кирило Володимирович (самовисування)
- Сідерка Тетяна Анатоліївна (самовисування)
- Хмарук Юрій Степанович (самовисування)
- Піддубна Оксана Олександрівна (самовисування)
- Савченко Олег Віталійович (самовисування)
- Медведенко Олег Володимирович (Опозиційний блок)
- Харченко Леонід Юхимович (самовисування)
- Красовський Костянтин Валентинович (самовисування)
- Говорушко Олег Ігорович (самовисування)
- Музика Геннадій Михайлович (самовисування)
- Гордєєва Валентина Яківна (самовисування)
- Філіпас Олег Миколайович (самовисування)
- Ткаченко Олександр Юрійович (самовисування)

#### 2014
Кандидати-мажоритарники:
- Шаповалов Юрій Анатолійович (самовисування)
- Пилипенко Володимир Іванович (самовисування)
- Кравченко Дмитро Васильович (Народний фронт)
- Несен Микола Григорович (самовисування)
- Перепел Сергій Олександрович (Блок Петра Порошенка)
- Надоша Олег Володимирович (самовисування)
- Кавунник Дмитро Вікторович (Радикальна партія)
- Піддубна Оксана Миколаївна (Воля)
- Савченко Олег Віталійович (самовисування)
- Балацький Іван Володимирович (Правий сектор)
- Остапець Геннадій Олексійович (Комуністична партія України)
- Старик Михайло Валерійович (Громадянська позиція)
- Ляпун Микола Миколайович (самовисування)
- Корф Євген Анатолійович (Сильна Україна)
- Шайнога Володимир Іванович (Опозиційний блок)
- Касаткін Андрій Миколайович (самовисування)
- Каплін Сергій Миколайович (самовисування)
- Перепел Іван Володимирович (самовисування)
- Попенко Олег Іванович (самовисування)
- Зощук Андрій Григорович (Батьківщина)
- Варава Сергій Вікторович (самовисування)
- Полюхович Сергій Володимирович (самовисування)
- Шустов Віктор Миколайович (самовисування)
- Крахмілець Руслан Петрович (самовисування)
- Погорєлов Владислав Олександрович (самовисування)

#### 2012
Кандидати-мажоритарники:
- Шаповалов Юрій Анатолійович (самовисування)
- Таран Віктор Васильович (Батьківщина)
- Надоша Олег Володимирович (Партія регіонів)
- Богодист Дмитро Леонідович (УДАР)
- Остапець Геннадій Олексійович (Комуністична партія України)
- Москалець Сергій Іванович (самовисування)
- Безкоровайний Андрій Анатолійович (самовисування)
- Степаненко Микола Іванович (самовисування)
- Мельников Олександр Іванович (самовисування)

## Явка
Явка виборців на окрузі: